# Col Luitel
Le col Luitel est un col de la chaîne de Belledonne, situé à proximité de Séchilienne dans le département de l'Isère et la région Auvergne-Rhône-Alpes. Il s'élève à 1 265 mètres d'altitude.

## Ascension cycliste
Le Tour de France a emprunté à sept reprises le col Luitel, en 1956, 1958, 1960, 1962, 1976, 1978, 1981. Il est classé en 1re ou 2e catégorie.